# 中央陸軍運動俱樂部站
中央陸軍運動俱樂部站（俄語：ЦСКА，羅馬化：TsSKA，英文：CSKA，首字母縮略但發音上當作一個字念成「Цэска／采斯卡」）是莫斯科地鐵莫斯科大環線的地鐵站，2018年2月26日啟用。本站得名於鄰近的莫斯科中央陆军体育俱乐部。
乘客可以出站轉乘莫斯科中央環線佐爾格站。莫斯科地鐵計劃在兩個車站之間建設行人道，轉車時間約為20分鐘。